# Park Lane
Park Lane es una calle de la Ciudad de Westminster, en el centro de Londres. Forma parte de la Circunvalación Interior de Londres y discurre desde Hyde Park Corner en el sur hasta Marble Arch en el norte. Separa Hyde Park, al oeste, de Mayfair, al este. La calle tiene varios edificios y hoteles de importancia histórica y ha sido una de las más prestigiosas de Londres, pese a ser también una importante arteria para el tráfico.
Park Lane era originalmente un simple camino rural en el límite de Hyde Park, que estaba separado del parque por un muro de ladrillos. A finales del siglo xviii se construyeron en la calle propiedades aristocráticas, como Breadalbane House, Somerset House y Londonderry House. Su popularidad aumentó durante el siglo xix, tras las obras realizadas en Hyde Park Corner y las vistas más accesibles del parque, que atrajeron a los nuevos ricos a la calle e hicieron que se convirtiera en una de las más elegantes para vivir en Londres. Entre sus residentes notables estaban el primer duque de Westminster en Grosvenor House, los duques de Somerset en Somerset House y el primer ministro Benjamin Disraeli en el número 93. Otras propiedades históricas eran Dorchester House, Brook House y Dudley House. En el siglo xx, Park Lane se hizo muy conocida por sus hoteles de lujo, en especial The Dorchester, completado en 1931, que estaba estrechamente asociado con eminentes escritores y actores internacionales. También se empezaron a construir pisos y tiendas en la calle, incluidos áticos. Varios edificios sufrieron daños durante la Segunda Guerra Mundial, pero la calle siguió siendo objeto de un interés significativo, como refleja la construcción del Park Lane Hotel y el London Hilton on Park Lane, y varios concesionarios de automóviles deportivos. Actualmente, varios inmuebles de la calle son propiedad de algunos de los empresarios más ricos de Oriente Medio y Asia. Entre los residentes actuales se encuentra el magnate de los negocios Mohamed Al-Fayed y la antigua líder del consejo y alcaldesa de Westminster Shirley Porter.
La calle ha sufrido de congestión del tráfico desde mediados del siglo xix. Desde entonces ha sido objeto de varias modificaciones, incluido un importante programa de reconstrucción a principios de la década de 1960 que transformó la calle en una vía de doble sentido con tres carriles por sentido eliminando una sección de 8 ha de Hyde Park. A principios del siglo xxi se mejoraron los cruces para los ciclistas. Pese a estos cambios, los precios inmobiliarios de la calle siguen estando entre los más altos de Londres. Su prestigioso estatus ha sido reflejado siendo la segunda casilla más cara en el tablero de Londres del Monopoly.

## Ubicación
Park Lane tiene una longitud de unos 1,13 km, y discurre hacia el norte desde Hyde Park Corner hasta Marble Arch, a lo largo del lado este de Hyde Park. Al este está Mayfair. La calle es una carretera primaria, numerada A4202. Park Lane es una de las calles más importantes para la red de autobuses del centro de Londres. Es usada por las rutas de los London Buses 2, 13, 16, 23, 36, 73, 74, 137, 148 y 414 y las rutas de autobús nocturno N16, N73, N74 y N137. Las estaciones más cercanas del metro de Londres son Hyde Park Corner en la Piccadilly Line, cerca del extremo sur de la calle, y Marble Arch en la Central Line, cerca de su extremo sur. En Brook Gate, a mitad de la calle, hay un paso de peatones y ciclistas controlado por semáforo que conecta Hyde Park con la London Cycle Route 39, la ruta ciclista recomendada para ir desde el parque hasta el West End.

## Historia

### sigloXVIII
Lo que es actualmente Park Lane era originalmente un camino que discurría entre granjas. Cuando se abrió Hyde Park en el siglo xvi, el camino discurría de sur a norte a lo largo de su límite este, desde Piccadilly hasta Marble Arch.
En el siglo xviii, era conocido como Tyburn Lane y estaba separado del parque mediante un alto muro. Había pocas propiedades a lo largo de este camino, aparte de una corta terraza de casas aproximadamente donde se encuentran en la actualidad los números 93–99. Tyburn Lane recibió su nombre del antiguo Tyburn, un pueblo que había entrado en decadencia en el siglo xiv. Las horcas de Tyburn, o «arbol de Tyburn», situadas al final de la actual Park Lane, fueron el lugar principal de ejecución pública de Londres hasta 1783. El escritor Charles Knight escribió en 1843 que en 1738 «casi todo el espacio entre Piccadilly y Oxford Street estaba cubierto con edificios hasta Tyburn Lane, excepto en la esquina suroeste, en torno a Berkeley Square y Mayfair».

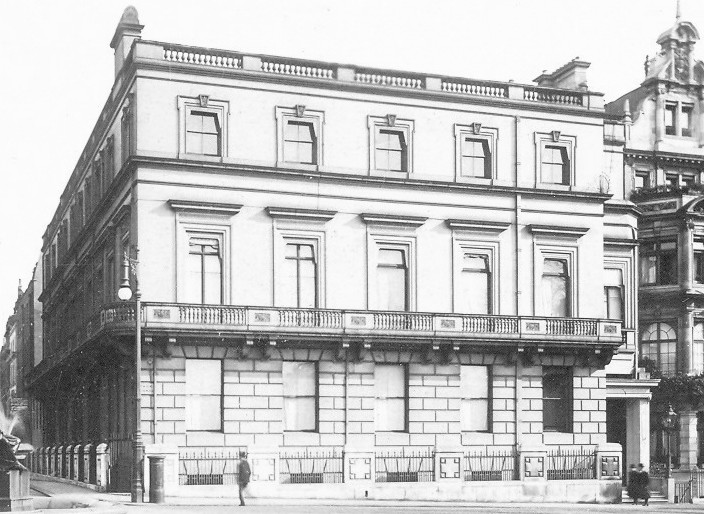
Londonderry House, 19 Park Lane, circa 1900.

En 1741, la Kensington Turnpike Trust se hizo cargo de su mantenimiento, debido a que el tráfico de autobuses provocó que la superficie de la calle se desgastara. En 1776 se construyó en la calle Breadalbane House. En la esquina con Oxford Street, la Somerset House (número 40), construida en 1769–70, fue posteriormente el petit hôtel de Warren Hastings, antiguo gobernador general de la India y tercer conde de Rosebery, y de los duques de Somerset. El político y empresario Richard Sharp, también conocido como Conversation Sharp por su capacidad de conversación, vivió en el número 28.
En la década de 1760, el sexto conde de Holdernesse compró Londonderry House, situada en la esquina de Park Lane y Hertford Street. Adquirió también la propiedad adyacente y convirtió los edificios en su mansión, que fue conocida durante un tiempo como Holdernesse House. En 1819, la casa fue comprada por el primer barón Stewart, un aristócrata británico, y posteriormente, durante la Primera Guerra Mundial, se usó como hospital militar. Tras la guerra, continuaron usando la casa Charles Vane-Tempest-Stewart, vizconde Castlereagh y su esposa, Edith Helen Chaplin. Tras la Segunda Guerra Mundial, la casa continuó siendo posesión de la familia Londonderry, hasta que fue vendida para permitir la construcción del London Hilton de 29 plantas, que abrió sus puertas en 1963.

### sigloXIX

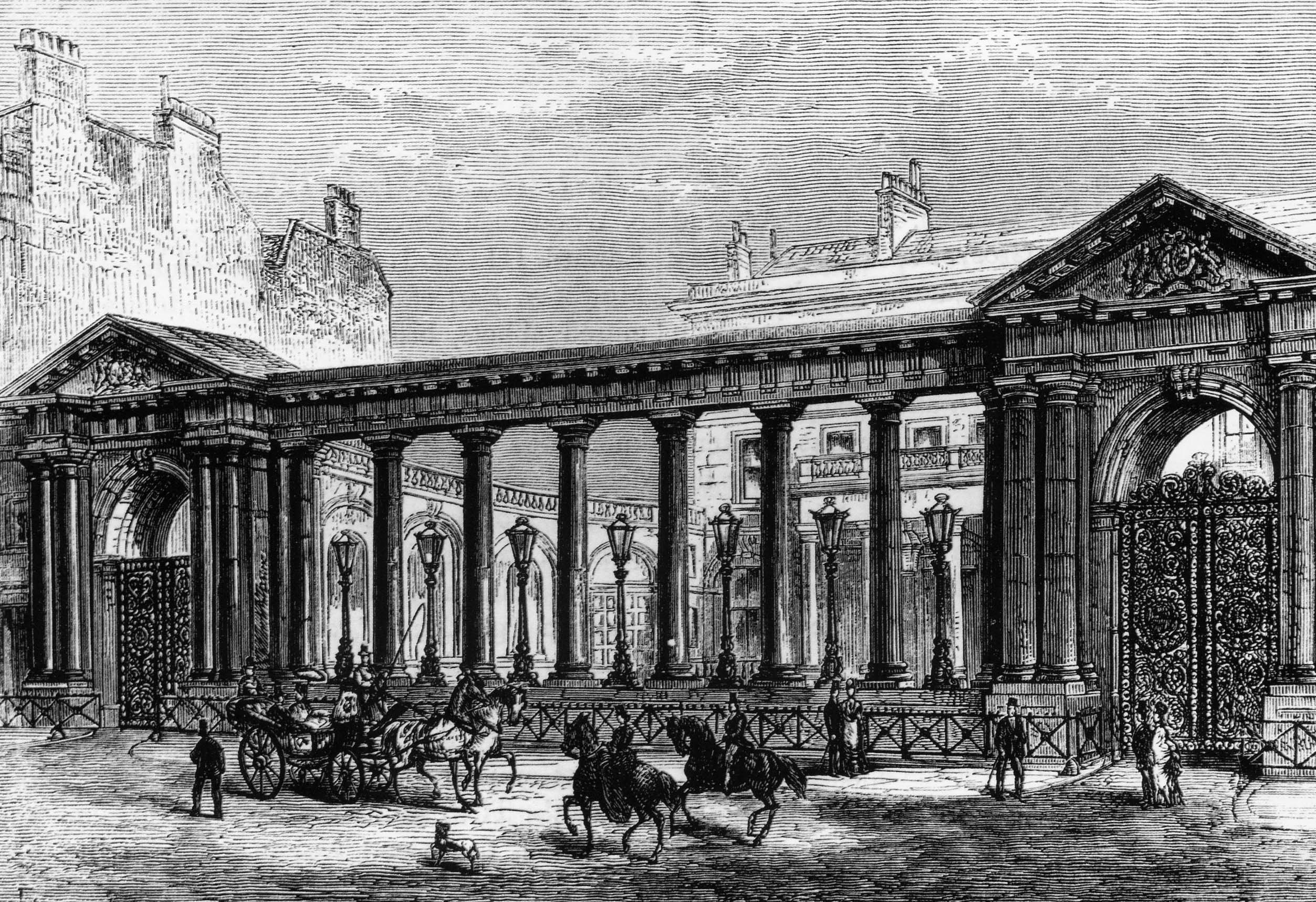
La fachada de Grosvenor House vista desde Park Lane a principios del siglo xix. Actualmente en esta ubicación se encuentra el Grosvenor House Hotel.

Park Lane no fue particularmente relevante hasta 1820, cuando Decimus Burton construyó Hyde Park Corner en el extremo sur de la calle, coincidiendo con la reconstrucción llevada a cabo por Benjamin Dean Wyatt de Londonderry House y Apsley House. Al mismo tiempo, se remodelaron las entradas a Hyde Park en las puertas Stanhope, Grosvenor y Cumberland, y el muro que rodeaba el parque fue sustituido con una barandilla de hierro. Park Lane se convirtió posteriormente en un lugar muy demandado para vivir, debido a que ofrecía vistas de Hyde Park y estaba situada en la elegante zona occidental de Londres. El número 93, en la intersección de Park Lane y Upper Grosvenor Street, fue construido entre 1823 y 1825 por Samuel Baxter. El primer ministro británico Benjamin Disraeli vivió en la casa desde 1839 hasta 1872. En 1845, una casa en Park Lane fue anunciada como «una de las más buscadas de Londres».

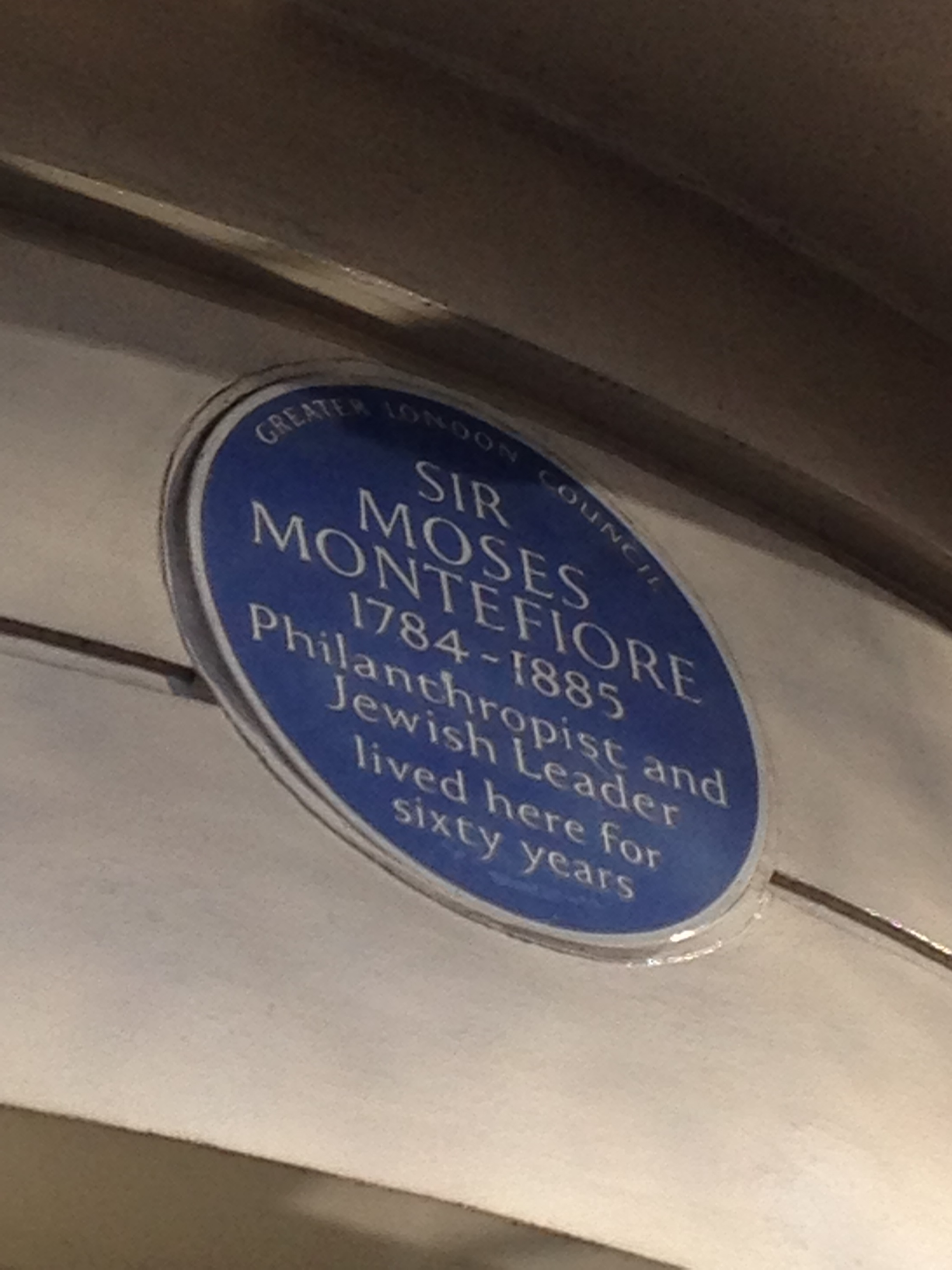
Una placa azul en el 90 Park Lane, que indica la residencia de Moses Montefiore, que vivió allí durante más de sesenta años.

Gran parte del terreno situado al este de Park Lane era propiedad del Grosvenor Estate, cuya política era construir grandes casas familiares que atrajeran a los nuevos ricos a la zona. Pronto se construyeron en la calle algunas de las mansiones privadas más grandes de Londres, incluida la Grosvenor House del duque de Westminster (sustituida por el Grosvenor House Hotel), la Dorchester House de la familia Holford (demolida en 1929 y sustituida en 1931 con The Dorchester) y la Londonderry House del marqués de Londonderry. El filántropo Moses Montefiore vivió en el número 90 durante más de sesenta años, y una placa azul recuerda su ubicación.
La Brook House, en el número 113 de Park Lane, fue construida en 1870 por T. H. Wyatt. Posteriormente se convirtió en la residencia de Lord Louis Mountbatten y su esposa Edwina. La Aldford House fue construida en 1897 para el magnate de los diamantes Sir Alfred Beit. Otro magnate de los diamantes, Sir Joseph Robinson, era el propietario de la Dudley House, situada en el número 100.

### sigloXX

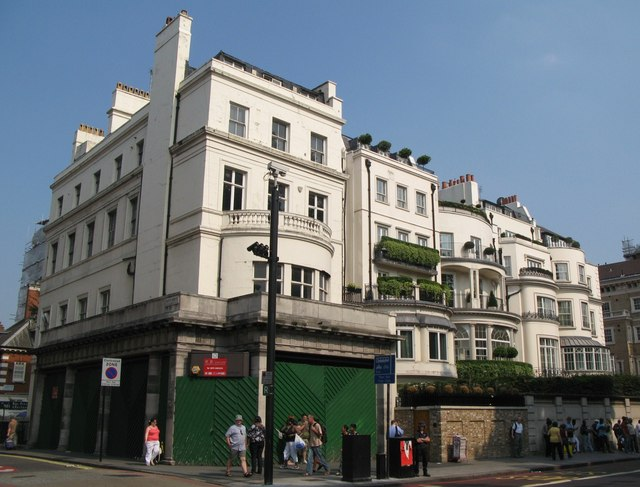
Edificios en el extremo norte de Park Lane.

El carácter de Park Lane, caracterizada por prestigiosas casas, cambió a principios del siglo xx, ya que los residentes empezaron a quejarse del tráfico de vehículos y el ruido de los autobuses. Los primeros apartamentos se construyeron en 1915 en los números 139–140 pese a la oposición local, y pronto siguieron tiendas. A continuación se permitieron también áticos, que se hicieron populares. El político y coleccionista de arte Sir Philip Albert Gustave David Sassoon vivió en el número 25 en las décadas de 1920 y 1930 y tenía una extensa colección de objetos en su casa. Los bailarines Fred y Adele Astaire se trasladaron a un ático en el número 41 en 1923, y se alojaban allí durante sus apariciones en los teatros del West End de Londres. La pareja fue acogida por la escena social de Londres y disfrutaban bailando en Grosvenor House. El actor americano Douglas Fairbanks. Jr. residió en el número 99 mientras estaba trabajando en Inglaterra en la década de 1930. El empresario del mercado negro Sidney Stanley vivió en Park Lane en la década de 1940, y era apodado el «polaco de Park Lane».

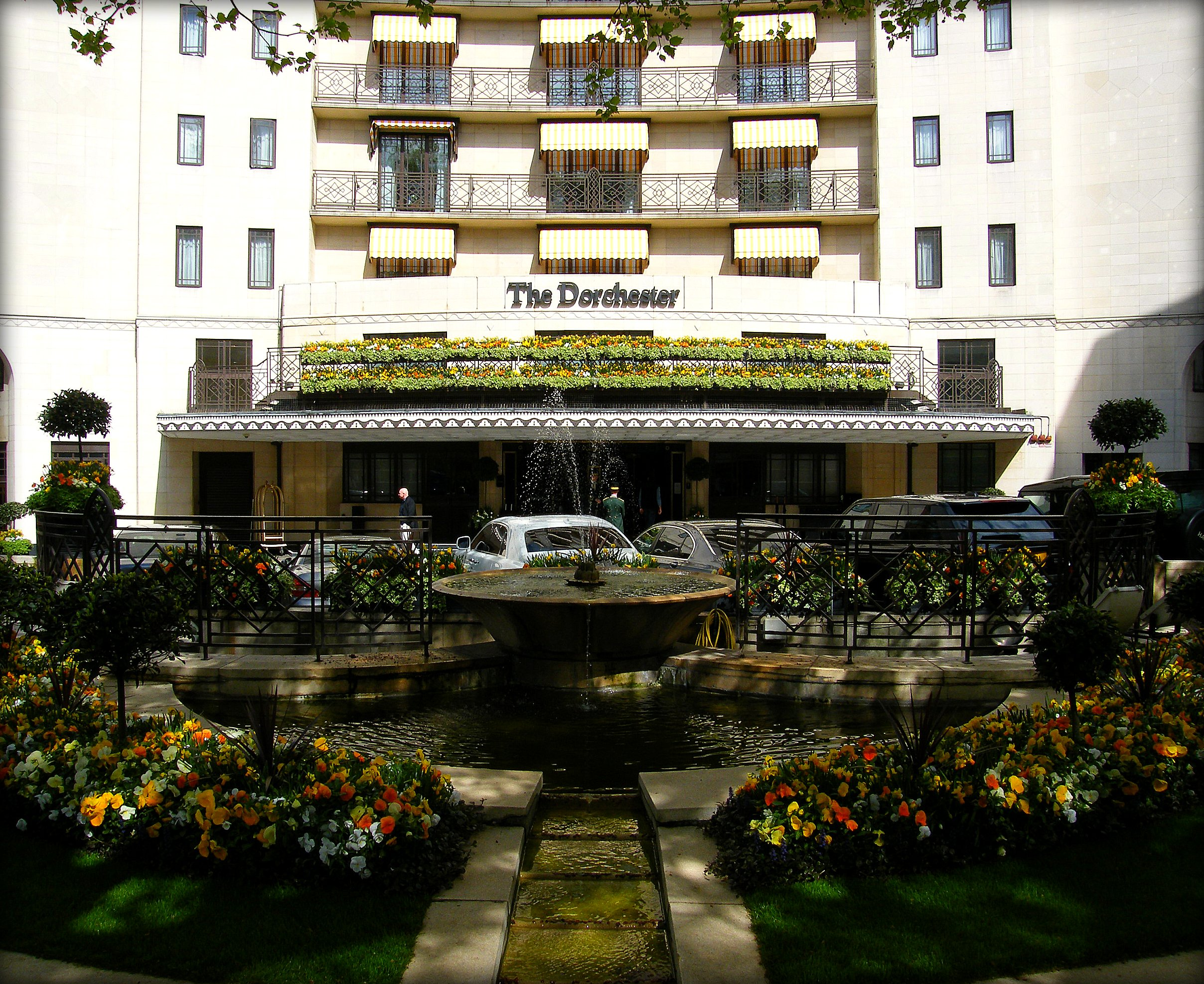
The Dorchester abrió sus puertas en 1931 y mantiene su estilo art déco.

El Marriott London Park Lane, en el número 140 de Park Lane, abrió sus puertas en 1919. Su parcela estaba ocupada antiguamente por Somerset House y Camelford House. La parcela también contiene al número 138 de Park Lane, que apareció como sede de la Home Guard en la película Coronel Blimp. El Park Lane Hotel fue construido en 1927, y diseñado por los arquitectos Adie, Button and Partners. Pese a su nombre, su dirección postal está en Piccadilly y tiene vistas de Green Park en lugar de Hyde Park.
The Dorchester, diseñado por Sir Owen Williams, abrió sus puertas en Park Lane en 1931. Tras la construcción del hotel, algunos expresaron su preocupación de que Park Lane se convertiera pronto en la Quinta Avenida de Nueva York. The Dorchester rápidamente se ganó una buena reputación como hotel de lujo y como uno de los edificios más prestigiosos de la calle. En la década de 1930 era conocido por ser un lugar de reunión de numerosos escritores y artistas, como el poeta Cecil Day-Lewis, el novelista Somerset Maugham, y el pintor Sir Alfred Munnings, y por sus distinguidos encuentros literarios, incluidos los Foyles Literary Luncheons, un evento que el hotel todavía organiza. A partir de la Segunda Guerra Mundial, el hotel y Park Lane se hicieron célebres por alojar a numerosos actores internacionales, y estaban estrechamente asociados con Elizabeth Taylor y Richard Burton en las décadas de 1960 y 1970.
Durante la Segunda Guerra Mundial, varias propiedades en Park Lane fueron alcanzadas por bombas. Dudley House, en el número 100, sufrió importantes daños estructurales, incluida la destrucción de la sala de baile y la galería, aunque el edificio fue restaurado parcialmente a continuación. Sin embargo, la solidez de construcción del Dorchester Hotel le dio la reputación de ser uno de los edificios más seguros de Londres, y era un refugio seguro para numerosos intelectuales. El general Dwight D. Eisenhower se alojó en una suite en la primera planta en 1942, y posteriormente la convirtió en su sede.
La British Iron and Steel Research Association, una institución responsable de gran parte de la automatización de la siderurgia moderna, se estableció originalmente en el número 11 de Park Lane en junio de 1944. Posteriormente se trasladó al número 24 de Buckingham Gate. El optometrista y pionero de las lentillas Keith Clifford Hall tuvo una consulta en el número 139, que posteriormente se expandió al número 140, desde 1945 hasta 1964. La ubicación de su consulta es recordada actualmente por una placa verde. La actriz de cine y teatro Anna Neagle vivió en Alford House en Park Lane entre 1950 y 1964 junto con su esposo Herbert Wilcox; la ubicación de la casa también está marcada actualmente con una placa verde. El sector hotelero continuó prosperando: en 1960 empezó la construcción del London Hilton on Park Lane en el 22 de Park Lane y este abrió sus puertas en 1963 con un coste de construcción de 8 millones de libras. El 5 de septiembre de 1975, una bomba colocada por el Ejército Republicano Irlandés Provisional explotó en el hotel, provocando la muerte de dos personas e hiriendo a más de sesenta. La explosión también dañó propiedades vecinas.
En el extremo sur de Park Lane, en el lado oeste, se construyeron puertas en honor a Isabel Bowes-Lyon (viuda de Jorge VI) en 1993. Las puertas fueron diseñadas por Giuseppe Lund y David Wynne y tienen motivos basados en su escudo de armas.

### sigloXXI

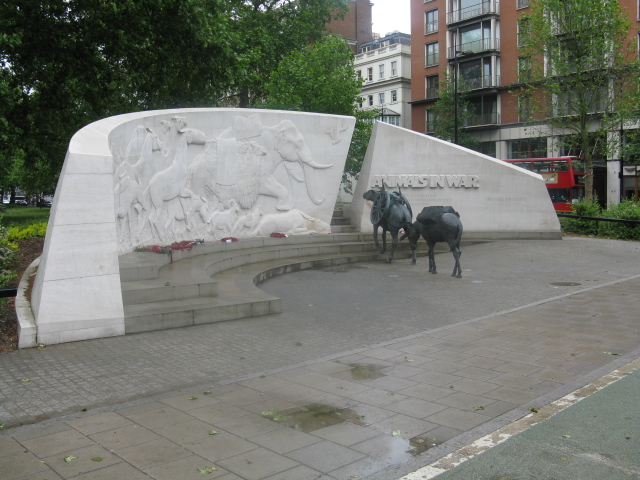
El Animals in War Memorial fue construido en el lado noreste de Park Lane en 2004.

El Animals in War Memorial («Memorial de los Animales en Guerra») fue inaugurado por la princesa Ana en el lado noreste de Park Lane en 2004. Recuerda a los animales que han servido en guerras, junto a los militares. En junio de 2007, un coche bomba fue desactivado con éxito en un aparcamiento subterráneo en Park Lane. La calle estuvo cerrada durante la mayor parte del día para la investigación policial.
La calle todavía atrae a residentes notables. En 2002, Robert B. Sherman, compositor de los musicales Chitty Chitty Bang Bang y Mary Poppins, se trasladó a un apartamento en Park Lane tras la muerte de su mujer. Disfrutaba de las vistas de Hyde Park y en 2003 pintó un retrato homónimo, Park Lane. El magnate de los negocios Mohamed Al-Fayed tiene oficinas en el 55 y el 60 de Park Lane. Trevor Rees-Jones, el único superviviente del accidente de coche en el que perdieron la vida el hijo de al-Fayed Dodi Al-Fayed y Diana de Gales en 1997, se recuperó brevemente en un piso de Park Lane tras el accidente.
Los precios inmobiliarios en Park Lane siguen estando entre los más altos de Londres. En 2006, la antigua líder conservadora del Consejo de Westminster, Shirley Porter, se trasladó a un piso de 1,5 millones de libras en Curzon Square tras doce años de exilio en Israel. En 2015, un informe desveló que el alquiler mensual medio de un apartamento de dos dormitorios en la calle era de 5200 libras. Los sin techo también han hecho uso de los alrededores de la calle desde al menos 2012, con grandes bandas de mendigos u otros grupos de personas sin hogar durmiendo en el metro o galerías comerciales cubiertas pese a que ocasionalmente son despejados o trasladados por la policía.
Como consecuencia de la globalización y de la creciente inversión e influencia de los asiáticos en el Reino Unido, muchos de los hoteles y establecimientos de Park Lane actualmente son propiedad de algunos de los empresarios, jeques y sultanes más ricos de Oriente Medio y de Asia. The Dorchester fue comprado por el sultán de Brunéi en 1985, y desde 1996 ha formado parte de la Dorchester Collection, propiedad de la Agencia de Inversión de Brunéi, dependiente del Ministerio de Finanzas de Brunéi. The Dorchester Collection conecta The Dorchester de Park Lane con otros hoteles de lujo internacionales, como The Beverly Hills Hotel y el Hotel Bel-Air de Los Ángeles, y el Hôtel Meurice de París. En 1978 abrió una nueva sucursal del Allied Arab Bank en el 131–2 Park Lane, facilitando los intereses de clientes árabes y occidentales. El restaurante Mamasino en el 102 Park Lane sirve cocina africana. Según el GQ Magazine, el restaurante de Wolfgang Puck en el número 45 sirve uno de los mejores desayunos de Londres, con una mezcla de comida europea, americana y asiática.

## Tráfico

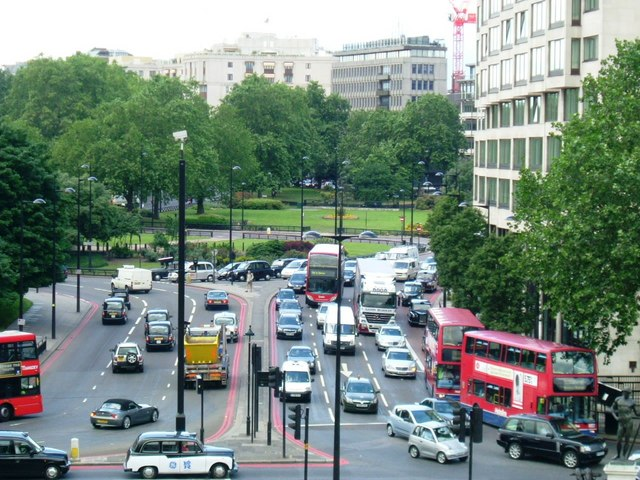
Park Lane fue remodelada entre 1960 y 1963, momento en el que se desvió el tráfico más cerca de Apsley House.

Debido a que las propiedades de la calle se hicieron más deseables, el tráfico empezó a aumentar en Park Lane durante el siglo xix. En 1851 se amplió una corta sección de la calle como parte de las obras en Marble Arch. En julio de 1866, tras la destrucción de las barandillas que delimitaban el parque en una manifestación en apoyo de la Reform Act de 1867, la calle fue ampliada hasta Stanhope Gate. En 1871, se amplió Hamilton Place para permitir un flujo alternativo del tráfico hacia Piccadilly.

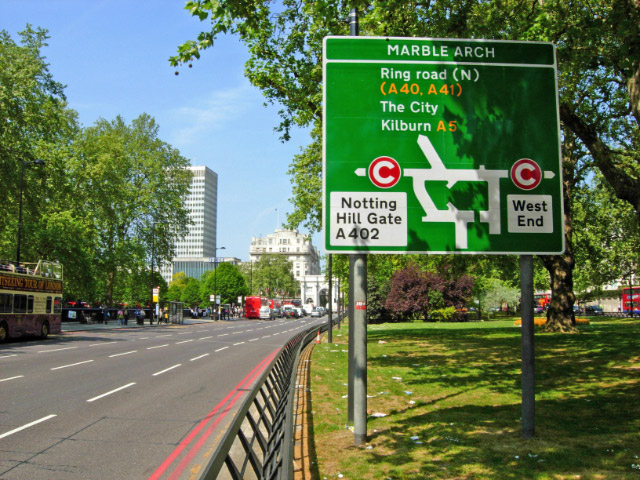
Park Lane en 2007, cuando la calle era una ruta libre de paso a través de la zona de peaje de Londres.

En la década de 1950, los niveles de tráfico en Park Lane habían alcanzado un punto de saturación. Un estudio de 1956 de la Policía Metropolitana afirmó que «en horas punta está saturada», y que 91 000 y 65 000 vehículos pasaron por Hyde Park Corner y Marble Arch, respectivamente, en un período de doce horas, haciendo que Park Lane fuera la conexión entre el primer y tercer cruce de calles con más tráfico de Londres. Entre 1960 y 1963, la calle fue ampliada a tres carriles en cada sentido a cada lado de una mediana. Esto exigió la demolición de los números 145–148 de Piccadilly, cerca de Hyde Park Corner, que previamente formaban una línea al este de Apsley House. Las obras también transformaron East Carriage Drive, originalmente dentro de Hyde Park, en la calzada en dirección norte, trasladando los límites del parque hacia el oeste. Además, se instaló un aparcamiento bajo la calle, que se convirtió en el aparcamiento subterráneo más grande de Londres. Se tuvo cuidado para conservar lo mayor posible del parque durante las obras de ensanchamiento; en total, se eliminaron 8 ha de parque y se talaron unos noventa y cinco árboles. En la época de su realización, fue el mayor proyecto de mejora de una calle del centro de Londres desde la construcción de Kingsway en 1905. El coste total fue de unos 1 152 000 de libras. En 1983 se instalaron más semáforos en la intersección de Park Lane y Hyde Park Corner.
La calle forma parte de la Circunvalación Interior de Londres (London Inner Ring Road) y está incluida en los límites de la zona de peaje de Londres. Cuando la zona se extendió hacia el oeste en febrero de 2007, Park Lane fue designada como una de las «rutas de libre paso» por las cuales los vehículos podían cruzar la zona durante sus horas de funcionamiento sin pagar el peaje. La ampliación hacia el oeste fue suprimida en enero de 2011.
En noviembre de 2008, el alcalde de Londres, Boris Johnson, anunció el proyecto de construir un túnel bajo la calle, lo que permitiría que se liberara terreno para que fuera urbanizado y para espacios verdes. Las mejoras del tráfico y la remodelación han disminuido el atractivo de Park Lane como dirección residencial desde que se convirtió en una de las calles con más tráfico y ruido del centro de Londres. En 2011, Johnson introdujo multas para los autobuses que estuvieran parados con el motor en marcha en Park Lane. El ensanchamiento de la calle distanció las casas en el lado este de Park Lane de Hyde Park, al cual se accede actualmente a través de un paso subterráneo que cruza la calle. Pese al ruido del tráfico la calle es todavía exclusiva, y tiene hoteles de cinco estrellas (como The Dorchester, el Grosvenor House Hotel y el InterContinental London Park Lane Hotel) y salas de exposición de automóviles deportivos, como BMW, Aston Martin y Mercedes-Benz.

## Referencias culturales

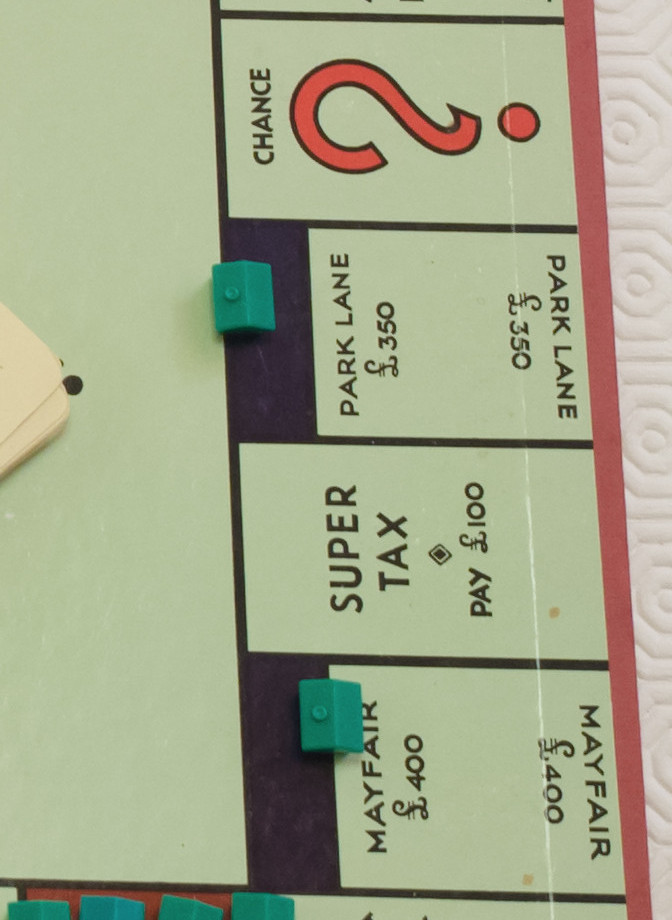
En el tablero británico del Monopoly, Park Lane es la segunda casilla más cara, tras Mayfair.